# ملعب فولاد خوزستان
ملعب فولاد خوزستان (بالفارسية:ورزشگاه فولاد خوزستان)، هي ملعب رياضي لكرة القدم في إيران، أفتتح الملعب سنة 2018، وتتسع مقاعد الجماهير نحو 30,655 متفرج، وهي ملكية لنادي فولاد خوزستان، ومقرها في مدينة أهواز، ويلقب «فولاد أرينا».

## معرض صور

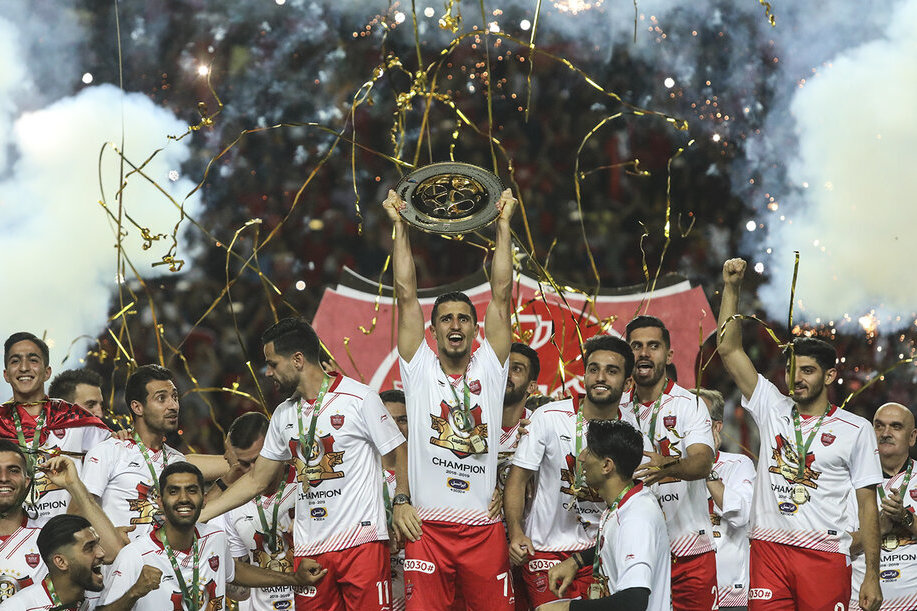
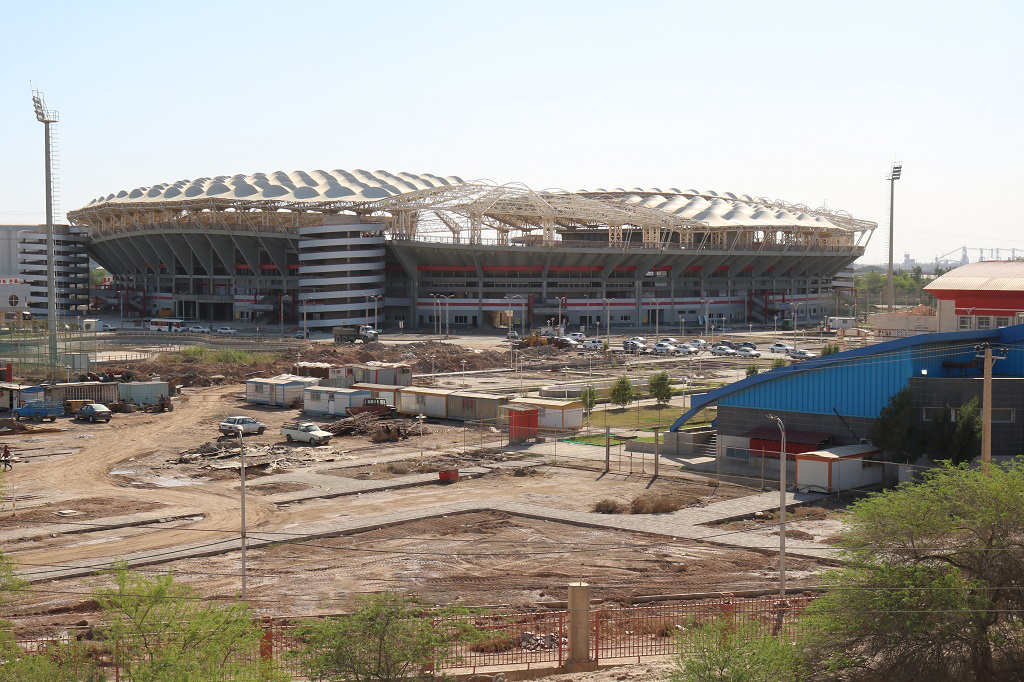
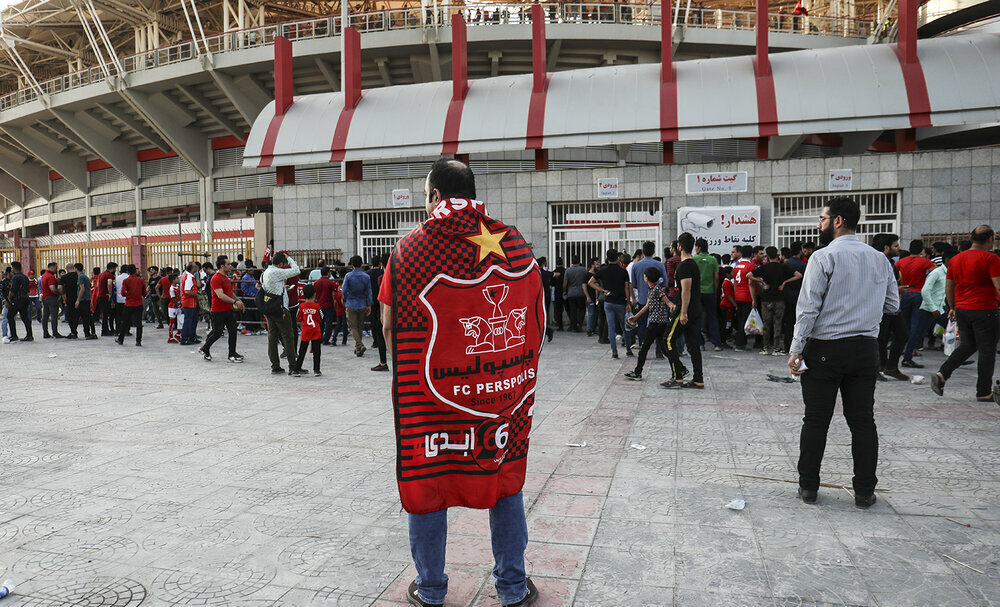